# Saltación (biología)
En biología, se denomina saltación (del latín, saltus) a un cambio repentino y de gran magnitud producido entre una generación y la siguiente. Se denomina saltacionismo a la hipótesis que, en teoría evolutiva, se enfrenta al gradualismo darwinista y propone la saltación como mecanismo de especiación. 

## Ejemplos
La saltación no suele admitirse como un método mediante el cual suceda la evolución, que normalmente se asocia con el equilibrio puntuado. Sin embargo, la poliploidía (común en las plantas y rara en los animales) puede ser considerada como un tipo de saltación: sucede en una sola generación y consiste en un cambio significativo que da lugar a una especiación.